# 원더 휠 (영화)
《원더 휠》(영어: Wonder Wheel)는 2017년 개봉한 미국의 드라마 영화이다. 우디 앨런이 감독과 각본을 맡았다. 영화의 배경은 1950년대 후반 미국 코니아일랜드의 놀이공원이다. 2017년 뉴욕 영화제 폐막작으로 선정되었다. 2017년 12월 1일에 공개되었다.

## 줄거리
유진 오닐과 같은 극작가가 되기를 열망하는 코니아일랜드의 인명구조원 미키 루빈이 제4의 벽을 통해 이야기를 들려준다. 험프티 래널의 딸 캐롤라이나가 보드워크에 도착하여 그의 두 번째 아내이자 조개 노점에서 웨이트리스로 일하는 지니 래널을 찾는다. 그녀는 지니에게 함께 살게 해달라고 간청하지만, 지니는 험프티에게 맡긴다. 험프티는 캐롤라이나가 갱스터 남자친구 프랭크와 결혼하여 대학 교육과 더 나은 삶을 위한 기회를 내버렸을 때 그녀를 격노하여 쫓아냈다. 캐롤라이나는 갱단 활동에 대한 증거를 FBI에 제공했기 때문에 자신을 죽이려고 하는 프랭크에게서 도망치고 있다고 말한다. 험프티는 그녀가 대학으로 돌아가 더 나은 삶을 살기 위해 돈을 모으는 조건으로 그녀를 머물게 한다. 지니는 자신이 일하는 곳에서 웨이트리스 일자리를 구해준다. 곧, 갱스터 안젤로와 닉이 나타나 험프티와 지니에게 캐롤라이나를 묻지만, 그들은 그녀를 본 적이 없다고 부인하고 갱스터들은 떠난다.
지니는 한때 배우였고 행복하게 결혼했지만, 그녀의 불륜으로 인해 남편이 이혼했다. 그녀와 험프티는 불을 질러 습관적으로 문제를 일으키는 말썽꾸러기 어린 아들 리치를 키우고 있다. 그녀는 험프티와 보드워크에서의 삶에 불행해하며 미키와 불륜을 시작한다. 험프티는 화를 잘 내고 소란스러운 알코올 중독 회복자로, 회전목마를 운영하며 친구들과 낚시를 가서 저녁 식사를 가져온다. 그는 캐롤라이나가 주변에 있는 동안 삶에 대한 기쁨과 인내심을 찾고, 그녀의 야간 학교 비용을 지불한다.
미키는 지니의 성숙함과 경험에 매료되었고, 그녀를 구원이 필요한 사람으로 본다. 그와 캐롤라이나는 얼마 후 우연히 만나게 되고, 그는 캐롤라이나의 이야기에 매료된다. 그는 그녀와 사랑에 빠졌다고 생각하지만, 지니에 대한 감정에 갈등한다. 지니는 험프티에게서 돈을 훔쳐 미키에게 값비싼 시계를 생일 선물로 사주지만, 그는 받기를 거부한다. 이 무렵, 지니는 미키의 캐롤라이나에 대한 감정을 의심하고 질투한다.
갱스터 안젤로와 닉이 다시 나타나 조개 노점 주인에게 캐롤라이나의 행방을 묻는다. 캐롤라이나는 미키와 함께 브루클린 피자 가게로 데이트를 가고, 그녀의 상사는 순진하게도 이를 안젤로와 닉에게 말한다. 지니는 피자 가게에 전화하여 캐롤라이나에게 경고하려 하지만 말을 더듬기 시작하고, 캐롤라이나를 미키에게서 빼앗을 기회를 깨닫고 전화를 끊는다. 미키는 캐롤라이나에게 그녀에 대한 자신의 감정과 불륜에 대해 진실을 말한다. 관련된 모든 사람에게 즉시 연민을 느낀 캐롤라이나는 지니나 아버지, 미키를 다치게 하고 싶지 않아 정보를 처리하고 무엇을 할지 결정하기 위해 혼자 집으로 걸어간다. 우리는 그녀가 피자 가게를 떠날 때 안젤로와 닉의 차가 그녀를 뒤따르는 것을 본다.
캐롤라이나가 집에 오지 않자, 다음날 험프티는 미키에게 데이트 후 그녀를 보았는지 묻는다. 미키는 조사하여 지니가 피자 가게에 전화했지만 말하지 않았다는 것을 알게 된다. 모든 것을 종합하여 그는 술을 마시고 화려한 무대 의상 중 하나를 입고 꾸민 지니와 대면한다. 그녀는 서랍에서 칼을 꺼내 미키에게 자신을 죽여달라고 하지만, 그는 떠난다. 경찰이 캐롤라이나의 흔적을 찾지 못하자 다시 알코올 중독에 빠진 험프티는 돌아와 지니에게 삶을 영위하기 위해 다시 그녀의 도움이 필요하다고 말한다. 그는 긍정적인 전망을 찾으려 하고 그녀를 낚시 여행에서 친구들의 아내들을 만나자고 초대하지만, 그녀는 냉정하게 거부하며 그들의 삶을 진흙탕에 빠뜨린다.

## 출연
- 케이트 윈슬렛 - 지니 래널 역
- 저스틴 팀버레이크 - 미키 루빈 역
- 주노 템플 - 캐롤라이나 역
- 짐 벨루시 - 험프티 래널 역
- 제이크 고어 - 리치 역
- 맥스 카셀라 - 라이언 역
- 데이비드 크럼홀츠 - 제이크 역
- 토니 시리코 - 에인절로 역
- 스티브 시리파 - 닉 역